# Coupe du monde de gymnastique artistique 2014
Navigation
Coupe du monde 2013 Coupe du monde 2015
La coupe du monde de gymnastique artistique 2013 se déroule du 1er mars 2014 au 6 décembre 2014. Celle-ci est composée de 4 manches pour le concours général et 6 manches pour les compétitions par appareils.

## Classement concours général
| Rang | Nom                 | Points |
| ---- | ------------------- | ------ |
| 1    | Fabian Hambüchen    | 125    |
| 1    | Daniel Purvis       | 125    |
| 3    | Oleh Vernyayev      | 100    |
| 3    | Andrey Likhovitsliy | 100    |
| 5    | John Orozco         | 95     |

| Rang | Nom                 | Points |
| ---- | ------------------- | ------ |
| 1    | Elizabeth Price     | 145    |
| 2    | Vanessa Ferrari     | 130    |
| 3    | Roxana Popa Nedelcu | 100    |
| 4    | Larisa Iordache     | 95     |
| 5    | Giulia Steingruber  | 75     |

## Classement par appareils
| Rang | Nom                | Points |
| ---- | ------------------ | ------ |
| 1    | Tomislav Marković  | 80     |
| 2    | Diego Hypólito     | 50     |
| 3    | Rok Klavora        | 49     |
| 4    | Casimir Schmidt    | 46     |
| 5    | Alexander Shatilov | 45     |

| Rang | Nom                | Points |
| ---- | ------------------ | ------ |
| 1    | Robert Seligman    | 90     |
| 2    | Saso Bertoncelj    | 70     |
| 3    | Filip Ude          | 69     |
| 4    | Zoltan Kallai      | 61     |
| 5    | Dmitrijs Trefilovs | 58     |

| Rang | Nom                  | Points |
| ---- | -------------------- | ------ |
| 1    | Henrique Medina      | 63     |
| 2    | Gustavo Palma Simoes | 48     |
| 3    | Lambertus van Gelder | 46     |
| 4    | İbrahim Çolak        | 40     |
| 5    | Regulo Carmona       | 39     |

| Rang | Nom                | Points |
| ---- | ------------------ | ------ |
| 1    | Tomi Tuuha         | 90     |
| 2    | Diego Hypólito     | 55     |
| 3    | Vitalijs Kardasovs | 52     |
| 4    | Audrys Nin Reyes   | 50     |
| 5    | Andrei Muntean     | 36     |

| Rang | Nom             | Points |
| ---- | --------------- | ------ |
| 1    | Mitja Petkovšek | 95     |
| 2    | Alen Dimic      | 58     |
| 3    | Epke Zonderland | 55     |
| 4    | Jossimar Calvo  | 40     |
| 4    | Oleh Vernyayev  | 40     |

| Rang | Nom                | Points |
| ---- | ------------------ | ------ |
| 1    | Marijo Moznik      | 73     |
| 2    | Nicolas Cordoba    | 66     |
| 3    | Epke Zonderland    | 60     |
| 4    | Alexander Shatilov | 40     |
| 5    | Anton Kovačević    | 36     |

| Rang | Nom               | Points |
| ---- | ----------------- | ------ |
| 1    | Teja Belak        | 85     |
| 2    | Ana Derek         | 66     |
| 3    | Tjasa Kysselef    | 42     |
| 4    | Valerija Grisane  | 42     |
| 5    | Thi Ha Thanh Phan | 37     |

| Rang | Nom                   | Points |
| ---- | --------------------- | ------ |
| 1    | Ana Martins           | 73     |
| 2    | Noémi Makra           | 45     |
| 3    | Kristyna Palesova     | 36     |
| 4    | Ansastasiya Yekimenka | 35     |
| 5    | Jana Sikulova         | 33     |

| Rang | Nom               | Points |
| ---- | ----------------- | ------ |
| 1    | Teja Belak        | 63     |
| 2    | Ana Martins       | 42     |
| 3    | Noémi Makra       | 37     |
| 4    | Larisa Iordache   | 30     |
| 4    | Thi Ha Thanh Phan | 30     |
| 4    | Jessica Lopez     | 30     |
| 4    | Isabella Amado    | 30     |

| Rang | Nom             | Points |
| ---- | --------------- | ------ |
| 1    | Sasa Golob      | 73     |
| 2    | Ana Martins     | 68     |
| 3    | Isabela Onyshko | 45     |
| 4    | Jasmin Mader    | 39     |
| 5    | Ayelen Tarabini | 37     |

## Calendrier

### Messieurs
| Date                                 | Lieu                          | Épreuve           | Vainqueur                        | Second                             | Troisième                        |
| ------------------------------------ | ----------------------------- | ----------------- | -------------------------------- | ---------------------------------- | -------------------------------- |
| 1er mars 2014                        | Greensboro                    | Concours général  | Sam Mikulak                      | Shogo Nonomura                     | Daniel Purvis                    |
| 13 mars 2014 au 16 mars 2014         | Cottbus (Tournoi des Maîtres) | Sol               | Denis Ablyazin                   | Claudio Capelli                    | Diego Hypólito                   |
| 13 mars 2014 au 16 mars 2014         | Cottbus (Tournoi des Maîtres) | Cheval d'arçons   | Krisztian Berki                  | Kohei Kameyama                     | Robert Seligman                  |
| 13 mars 2014 au 16 mars 2014         | Cottbus (Tournoi des Maîtres) | Anneaux           | Denis Ablyazin                   | Elefthérios Petroúnias             | Kōji Yamamuro Aleksandr Balandin |
| 13 mars 2014 au 16 mars 2014         | Cottbus (Tournoi des Maîtres) | Saut de cheval    | Tomi Tuuha                       | Diego Hypólito                     | Rayderley Zapata Santana         |
| 13 mars 2014 au 16 mars 2014         | Cottbus (Tournoi des Maîtres) | Barres parallèles | Koji Uematsu                     | Frank Baines                       | Mitja Petkovsek                  |
| 13 mars 2014 au 16 mars 2014         | Cottbus (Tournoi des Maîtres) | Barre fixe        | Andreas Bretschneider            | Pétrix Aguiar Barbosa              | Oliver Hegi                      |
| 26 mars 2014 au 28 mars 2014         | Doha                          | Sol               | Kenzo Shirai                     | Paul Ruggeri                       | Wang Peng                        |
| 26 mars 2014 au 28 mars 2014         | Doha                          | Cheval d'arçons   | Harutyum Merdinyan               | Robert Seligman                    | Sašo Bertoncelj                  |
| 26 mars 2014 au 28 mars 2014         | Doha                          | Anneaux           | Artur Tovmasyan                  | Artur Davtyan Henrique Medina      |                                  |
| 26 mars 2014 au 28 mars 2014         | Doha                          | Saut de cheval    | Artur Davtyan                    | Yusuke Saito                       | Kenzo Shirai                     |
| 26 mars 2014 au 28 mars 2014         | Doha                          | Barres parallèles | Marcel Nguyen Epke Zonderland    |                                    | Mitja Petkovsek                  |
| 26 mars 2014 au 28 mars 2014         | Doha                          | Barre fixe        | Epke Zonderland                  | Paul Ruggeri                       | Dzmitry Barkalau                 |
| 5 avril 2014 au 6 avril 2014         | Tokyo                         | Concours général  | Kōhei Uchimura                   | Fabian Hambuchen                   | Ryohei Kato                      |
| 18 avril 2013 au 20 avril 2013       | Ljubljana                     | Sol               | Casimir Schmidt                  | Tomislav Marković                  | Alexander Shatilov               |
| 18 avril 2013 au 20 avril 2013       | Ljubljana                     | Cheval d'arçons   | Oleg Vernaiaiev                  | Filip Ude                          | Vasili Mikhalitsyn               |
| 18 avril 2013 au 20 avril 2013       | Ljubljana                     | Anneaux           | Lambertus Van Gelder             | Courtney Tulloch                   | Danny Pinheiro Rodrigues         |
| 18 avril 2013 au 20 avril 2013       | Ljubljana                     | Saut de cheval    | Pavel Bulauski                   | Andrey Medvedev                    | Casimir Schmidt                  |
| 18 avril 2013 au 20 avril 2013       | Ljubljana                     | Barres parallèles | Oleg Verniaiev                   | Epke Zonderland                    | Alen Dimic                       |
| 18 avril 2013 au 20 avril 2013       | Ljubljana                     | Barre fixe        | Epke Zonderland                  | Bart Deurloo                       | Aliaksandr Tsarevich             |
| 25 avril 2014 au 27 avril 2014       | Osijek                        | Sol               | Tomislav Marković                | Alexander Shatilov Matthias Fahrig |                                  |
| 25 avril 2014 au 27 avril 2014       | Osijek                        | Cheval d'arçons   | Filip Ude                        | Alberto Busnari                    | Robert Seligman                  |
| 25 avril 2014 au 27 avril 2014       | Osijek                        | Anneaux           | Matteo Morandi                   | Ri Se-gwang                        | Ibrahim Colak                    |
| 25 avril 2014 au 27 avril 2014       | Osijek                        | Saut de cheval    | Tomi Tuuha                       | Matthias Fahrig Ri Se-gwang        |                                  |
| 25 avril 2014 au 27 avril 2014       | Osijek                        | Barres parallèles | Mitja Petkovsek                  | Phioc Hung Pham                    | Oleg Stepko                      |
| 25 avril 2014 au 27 avril 2014       | Osijek                        | Barre fixe        | Marijo Moznik Alexander Shatilov |                                    | Reiss Beckford                   |
| 29 mai 2014 au 1er juin 2014         | Anadia                        | Sol               | Eddie Penev                      | Sam Mikulak                        | Enrique Tomás González Sepúlveda |
| 29 mai 2014 au 1er juin 2014         | Anadia                        | Cheval d'arçons   | Alexander Naddour                | Zoltan Kallai                      | Dmitrijs Trefilovs               |
| 29 mai 2014 au 1er juin 2014         | Anadia                        | Anneaux           | Arthur Zanetti                   | Alexander Naddour                  | Markku Vahtila                   |
| 29 mai 2014 au 1er juin 2014         | Anadia                        | Saut de cheval    | Eddie Penev                      | Audrys Nin Reyes                   | Qu Ruiyang                       |
| 29 mai 2014 au 1er juin 2014         | Anadia                        | Barres parallèles | Kevin Antoniotti                 | Mitja Petkovsek                    | Sam Mikulak                      |
| 29 mai 2014 au 1er juin 2014         | Anadia                        | Barre fixe        | Sam Mikulak                      | Marijo Moznik                      | Francisco Barreto                |
| 7 novembre 2014 au 9 novembre 2014   | Medellín                      | Sol               | Diego Hypólito                   | Toshiya Ikejiri                    | Ziga Silc                        |
| 7 novembre 2014 au 9 novembre 2014   | Medellín                      | Cheval d'arçons   | Jhonny Muñoz                     | Robert Seligman                    | Jorge Giraldo                    |
| 7 novembre 2014 au 9 novembre 2014   | Medellín                      | Anneaux           | Henrique Medina                  | Regulo Carmona                     | Federico Molinari                |
| 7 novembre 2014 au 9 novembre 2014   | Medellín                      | Saut de cheval    | Diego Hypólito                   | Audrys Nin                         | Miguel Hudson                    |
| 7 novembre 2014 au 9 novembre 2014   | Medellín                      | Barres parallèles | Jossimar Calvo                   | Ryoma Kawamoto                     | Alen Dimic                       |
| 7 novembre 2014 au 9 novembre 2014   | Medellín                      | Barre fixe        | Nicolas Cordoba                  | Jhonny Muñoz                       | Alen Dimic                       |
| 29 novembre 2014 au 30 novembre 2014 | Stuttgart                     | Concours général  |                                  |                                    |                                  |
| 6 décembre 2014                      | Glasgow                       | Concours général  |                                  |                                    |                                  |

### Dames
| Date                                 | Lieu                          | Épreuve             | Vainqueur           | Second                | Troisième                       |
| ------------------------------------ | ----------------------------- | ------------------- | ------------------- | --------------------- | ------------------------------- |
| 1er mars 2014                        | Greensboro                    | Concours général    | Elizabeth Price     | Brenna Dowell         | Giulia Steingruber              |
| 13 mars 2014 au 16 mars 2014         | Cottbus (Tournoi des Maîtres) | Sol                 | Marta Pihan-Kulesza | Kim Bui               | Maria Kharenkova                |
| 13 mars 2014 au 16 mars 2014         | Cottbus (Tournoi des Maîtres) | Saut de cheval      | Janine Berger       | Kim Bui               | Paula Plichta                   |
| 13 mars 2014 au 16 mars 2014         | Cottbus (Tournoi des Maîtres) | Barres asymétriques | Sophie Scheder      | Anna Rodionova        | Noémi Makra                     |
| 13 mars 2014 au 16 mars 2014         | Cottbus (Tournoi des Maîtres) | Poutre              | Noémi Makra         | Maria Kharenkova      | Andreea Munteanu                |
| 26 mars 2014 au 28 mars 2014         | Doha                          | Sol                 | Larisa Iordache     | Diana Bulimar         | Isabela Onyshko                 |
| 26 mars 2014 au 28 mars 2014         | Doha                          | Saut de cheval      | Larisa Iordache     | Teja Belak            | Wong Hya                        |
| 26 mars 2014 au 28 mars 2014         | Doha                          | Barres asymétriques | Kristyna Palesova   | Jana Sikulova         | Laura Schulte                   |
| 26 mars 2014 au 28 mars 2014         | Doha                          | Poutre              | Larisa Iordache     | Mary-Anne Monckton    | Thị Hà Thanh Phan               |
| 5 avril 2014 au 6 avril 2014         | Tokyo                         | Concours général    | Vanessa Ferrari     | Roxana Popa Nedelcu   | Maggie Nichols                  |
| 18 avril 2013 au 20 avril 2013       | Ljubljana                     | Sol                 | Ayelen Tarabini     | Saša Golob            | Yekaterina Chuikina             |
| 18 avril 2013 au 20 avril 2013       | Ljubljana                     | Saut de cheval      | Teja Belak          | Ana Derek             | Ayelen Tarabini                 |
| 18 avril 2013 au 20 avril 2013       | Ljubljana                     | Barres asymétriques | Anna Pavlova        | Ansastasiya Yekimenka | Stefanie Siegenthaler           |
| 18 avril 2013 au 20 avril 2013       | Ljubljana                     | Poutre              | Teja Belak          | Jessica Stabinger     | Stefanie Siegenthaler           |
| 25 avril 2014 au 27 avril 2014       | Osijek                        | Sol                 | Giulia Steingruber  | Isabela Onyshko       | Thị Hà Thanh Phan               |
| 25 avril 2014 au 27 avril 2014       | Osijek                        | Saut de cheval      | Thị Hà Thanh Phan   | Giulia Steingruber    | Teja Belak                      |
| 25 avril 2014 au 27 avril 2014       | Osijek                        | Barres asymétriques | Kang Yong-mi        | Noémi Makra           | Kim Singmuang                   |
| 25 avril 2014 au 27 avril 2014       | Osijek                        | Poutre              | Thị Hà Thanh Phan   | Kim Un-hyang          | Giulia Steingruber              |
| 29 mai 2014 au 1er juin 2014         | Anadia                        | Sol                 | Ana Filipa Martins  | Jasmin Mader          | Elena Rega                      |
| 29 mai 2014 au 1er juin 2014         | Anadia                        | Saut de cheval      | Teja Belak          | Elisa Haemmerle       | Ana Filipa Martins              |
| 29 mai 2014 au 1er juin 2014         | Anadia                        | Barres asymétriques | Jessica Lopez       | Ana Filipa Martins    | Asal Saparbaeva Elisa Haemmerle |
| 29 mai 2014 au 1er juin 2014         | Anadia                        | Poutre              | Jessica Lopez       | Teja Belak            | Diana Abrantes                  |
| 7 novembre 2014 au 9 novembre 2014   | Medellín                      | Sol                 | Mariana Chiarella   | Sasa Golob            | Ana Martins                     |
| 7 novembre 2014 au 9 novembre 2014   | Medellín                      | Saut de cheval      | Yamilet Peña        | Ana Derek             | Isabella Amado                  |
| 7 novembre 2014 au 9 novembre 2014   | Medellín                      | Barres asymétriques | Ana Martins         | Marcela Sandoval      | Bibiana Velez                   |
| 7 novembre 2014 au 9 novembre 2014   | Medellín                      | Poutre              | Isabella Amado      | Marcela Sandoval      | Tjasa Kyselef                   |
| 29 novembre 2014 au 30 novembre 2014 | Stuttgart                     | Concours général    |                     |                       |                                 |
| 6 décembre 2014                      | Glasgow                       | Concours général    |                     |                       |                                 |